# فرودگاه شهرستان هیزلتن
فرودگاه شهرستان هیزلتن (به انگلیسی: Hazleton Municipal Airport) یک فرودگاه همگانی بهره‌برداری هوایی با کد یاتا HZL است که یک باند فرود آسفالت دارد و طول باند آن ۱۴۹۳ متر است. این فرودگاه در کشور ایالات متحده آمریکا قرار دارد و در ارتفاع ۴۸۹ متری از سطح دریا واقع شده‌است.